# Chijine sjemenke
Chijine sjemenke jestive su sjemenke Salvia hispanica, cvjetnice iz porodice metvica (Lamiaceae), ili srodnih Salvia columbariae, Salvia polystachya ili Salvia tiliifolia. Sjemenke su ovalne i sive s crnim i bijelim točkama, promjera oko 2 mm. Higroskopne su, upijaju tekućinu i nekoliko puta veću od svoje težine kada se natapaju i razvijaju sluzav omotač koji hrani i pićima daje prepoznatljivu teksturu gela.
Smatra se da su Azteci naširoko uzgajali ovu biljku u pretkolumbovskim vremenima i da je bila osnovna hrana srednjoameričkih kultura. Uzgajaju se u malim razmjerima u njihovoj pradomovini, središnjem Meksiku i Gvatemali te komercijalno diljem Srednje i Južne Amerike (Bolivija, Kolumbija, Peru, Argentina). Također se uzgaja u Australiji, SAD-u i Europi.

## Opis
Tipično, sjemenke su male spljoštene i jajolike veličine u prosjeku 2,1 mm × 1,3 mm × 0,8 mm s prosječnom težinom od 1,3 mg (0,020 gr) po sjemenki. Šarene su smeđe, sive, crne i bijele boje. Sjemenke su hidrofilne, apsorbiraju tekućinu do 12 puta veću od svoje težine kada su namočene; razvijaju sluzav omotač . Druge biljke koje se nazivaju "chia" uključuju "zlatnu chiu" (Salvia columbariae), kojom se isto koristi u prehrani. 
Prinos sjemena varira ovisno o kultivarima, načinu uzgoja i uvjetima uzgoja po geografskom području. Genotip ima veći učinak na prinos nego na sadržaj proteina, sadržaj ulja, sastav masnih kiselina ili fenolne spojeve, dok visoka temperatura smanjuje sadržaj ulja i stupanj nezasićenosti, a povećava proteine

## Povijest
S. hispanica opisana je i prikazana u Codex Mendoza' i Firentinskom kodeksu, astečkim kodeksima nastalim između 1540. i 1585. Zapisi o priznanju iz Mendoza Codexa, Matrícula de Tributos i Matricula de Huexotzinco (1560.), zajedno s izvješćima o kolonijalnom uzgoju i lingvističke studije, detaljno opisuju zemljopisni položaj tributa i daju neke zemljopisne specifičnosti glavnim regijama u kojima raste S. hispanica. Većina provincija uzgaja ovu biljku, osim područja nizinskih obalnih tropskih krajeva i pustinje, recimo, a narod ju je davao kao godišnji danak vladarima u 21 od 38 astečkih pokrajinskih država. Tradicionalno područje uzgoja bilo je u posebnom području koje je pokrivalo dijelove sjevernog središnjeg Meksika, južno do Gvatemale. Drugo i zasebno područje uzgoja, očito pretkolumbovsko, bilo je u južnom Hondurasu i Nikaragvi.
Chia sjemenke služile su kao osnovna hrana za Nahuatl (Aztec) kulture.Kao prehrambena kultura Možda su bile jednako važne kao i kukuruz . Isusovački kroničari chiu su postavili kao treću najvažniju kulturu u astečkoj kulturi, odmah iza  kukuruza i graha, a ispred amaranta. Ponude astečkom svećenstvu često su se plaćale u chia sjemenkama.
U 21. stoljeću chia se uzgaja i komercijalno konzumira u svom rodnom Meksiku i Gvatemali, kao i u Boliviji, Argentini, Ekvadoru, Nikaragvi, Australiji, Ujedinjenom Kraljevstvu i Sjedinjenim Državama. Nove patentirane sorte chia razvijene su u Kentuckyju za uzgoj u sjevernim geografskim širinama Sjedinjenih Država.

## Prehrambene osobine
Osušene chia sjemenke sadrže 6 % vode, 42 % ugljikohidrata (uključujući visok udio dijetalnih vlakana), 16 % proteina i 31 % masti). U referentnoj količini od 100 grama (3,5 oz), chia sjemenke su bogat izvor (20 % ili više dnevne vrijednosti, DV) vitamina B tiamina i niacina (54 %, odnosno 59 % DV) i umjereno izvor riboflavina (14 % DV) i folata (12 % DV). Sjemenke su bogate s nekoliko prehrambenih minerala, uključujući kalcij, željezo, magnezij, mangan, fosfor i cink (svi više od 20 % DV).
Masti u ulju chia sjemenki uglavnom su nezasićene, s linolnom kiselinom (17 % – 26 % ukupne masti) i α-linolenskom kiselinom (50 % – 57 %) kao glavnim masnim kiselinama.

## Kao hrana
Chia sjemenke se mogu dodati drugoj hrani kao preljev ili staviti u smoothieje, žitarice za doručak, energetske pločice, granola pločice, jogurt, tortilje i kruh.
Od njih se također može napraviti supstanca nalik želatini ili se konzumiraju sirove. Gel od mljevenih sjemenki može se koristiti umjesto jaja u kolačima, dok osigurava druge hranjive tvari, a uobičajena je zamjena u veganskom i bezalergenskom pecivu.
Za razliku od lanenih sjemenki, cijele chia sjemenke mogu se, ali ne moraju, samljeti kako bi se povećala bioraspoloživost hranjivih tvari jer je ovojnica sjemena osjetljiva i lako se raspada kada je izložena vlazi. Zbog toga se obično pripremaju s tekućom hranom.
Poznato je da današnji način života izlaže svakoga od nas stresu koji ima ozbiljne posljedice po naš organizam, a najčešće po probavni sustav. Kod problema sa neredovnom stolicom i sa tzv. lijenim crijevima, čija sjemenke obezbjeđuju distribuciju potrebnih vlakana koje se apsorbiraju u debelom crijevu i omogućuju povratak pravilnog rada probavnog sustava i redovno pražnjenje. Osim toga, ishrana bazirana na vlaknima kojima obiluje ovo sjemenje pomaže i kod smanjivanja nadimanja i upalnih procesa debelog crijeva. Čija sjeme sadrži niz korisnih biljnih spojeva. Najzastupljenija je klorogena kiselina, koja predstavlja prirodni i snažan antioksidans koji smanjuje krvni tlak. Pored nje, nalazi se kafeinska kiselina, koje ima u izobilju a koja je idealni saveznik u borbi protiv upalnih procesa u organizmu. Znanstvenici su takođe utvrdili da čija sjemenke sadrže kvercetin i kempferol, dva antioksidansa koji smanjuju rizik od srčanih oboljenja, osteoporoze, a pokazali su se korisnim i u prevenciji malignih oboljenja i drugih kroničnih bolesti. Posebno se savjetuje da ih koriste djeca koja imaju problema sa demineralizacijom kostiju, koja vodi ka pojavi rahitisa, a kod odraslih osoba ka osteomalaciji.

## U Europskoj uniji
Chia se smatra novom hranom u Europi jer nema "značajnu povijest konzumacije unutar Europske unije prije 15. svibnja 1997.", prema Savjetodavnom odboru za novu hranu i procese. Prema ovom pravilu, chia sjemenke mogu činiti 5% ukupne tvari u krušnim proizvodima. Unaprijed zapakirane chia sjemenke moraju imati dodatnu oznaku kako bi obavijestili potrošača da dnevni unos nije veći od 15 grama dnevno, a čisto chia ulje samo 2 grama dnevno.
Chia sjemenke koje se prodaju u EU uglavnom se uvoze iz zemalja Južne i Srednje Amerike i zahtijevaju testiranje na razinu pesticida, zagađivača i mikrobiološke kriterije.

## Preliminarna zdravstvena istraživanja
Preliminarna istraživanja i dalje su rijetka i neuvjerljiva. U sustavnom pregledu iz 2015. većina studija nije pokazala učinak konzumacije chia sjemenki na čimbenike kardiovaskularnog rizika kod ljudi.

## Interakcije sa lijekovima
Do danas nema dokaza da konzumacija chia sjemenki ima negativne učinke na djelovanje lijekova na recept ili u interakciju s njima.

## Ljekovitost
Chia sjemenke su postala popularne u poslednjih nekoliko godina zbog svoje visoke nutritivne vrijednosti i mnogih zdravstvenih  koristi. Kao što je već rečeno,  sadrže veliku količinu omega-3 masnih kiselina koje su izuzetno važne za naše tijelo i prava su hrana za mozak. Upravo zbog činjenice da obiluju ovim korisnim tvarima, savjetuje se da se koristi kao dodatak jelima, jer rijetko koja namirnica koju konzumiramo ima dovoljno omega-3 masti. Osim toga, čija sjemenke smanjuju otpornost na inzulin i poboljšavaju nivo šećera u krvi, te su sjajan izbor u borbi protiv dijabetesa tipa 2 . Zanimljivo je da, u usporedbi sa tradicionalnim kruhom, onaj koji je napravljen od chia sjemenki pogoduje smanjenju šećera u krvi i kao takav se savjetuje za svakodnevnu upotrebu osobama oboljelim od dijabetesa.

## Kontraindikacije
Iako su hranjiva svojstva čija sjemena dokazana i znanstveno potvrđena, liječnici su došli do određenih saznanja nakon podrobnijih analiza. Naime, ljudi koji boluju od raka prostate ili imaju urođen visok rizik od dobijanja tog malignog oboljenja trebalo bi da izbjegavaju upotrebu velike količine čija sjemenki. Razlog tome leži u činjenici da se omega-3 masne kiseline nalaze u obliku alfa-linoleinske kiseline čiji visok unos u organizam može da dovede do problema sa prostatom. Pored toga, osobama koje imaju visoku koncentraciju triglicerida u krvi smiju da konzumiraju samo čija sjemenke posebne sorte – u pitanju su Salba sjemena. Liječnici su utvrdili da korištenje svih drugih vrsta može da dovede do povećanja nivoa triglicerida u organizmu.

### Knjige
- William, J. Chia Sееdѕ-Thе Basics & Chia Seeds Add A Nutritional Boost Quickly And Easily, 2021., ISBN: 9798523156113

### Periodika
- Ciau-Solís N., Rosado-Rubio G., Segura-Campos M.R., Betancur-Ancona D., Chel-Guerrero L. Chemical and Functional Properties of Chia Seed (Salvia hispanica L.) Gum. Int. J. Food Sci. 2014;2014:1–5.
- Grancieri M., Martino H.S.D., Gonzalez de Mejia E. Chia Seed (Salvia hispanica L.) as a Source of Proteins and Bioactive Peptides with Health Benefits: A Review. Compr. Rev. Food Sci. Food Saf. 2019;18:480–499. doi: 10.1111/1541-4337.12423.
- Ullah R., Nadeem M., Khalique A., Imran M., Mehmood S., Javid A., Hussain J. Nutritional and therapeutic perspectives of Chia (Salvia hispanica L.): A review. J. Food Sci. Technol. 2016;53:1750–1758. doi: 10.1007/s13197-015-1967-0.
- Campos B.E., Dias Ruivo T., da Silva Scapim M.R., Madrona G.S., Bergamasco R.d.C. Optimization of the mucilage extraction process from chia seeds and application in ice cream as a stabilizer and emulsifier. LWT-Food Sci. Technol. 2016;65:874–883. doi: 10.1016/j.lwt.2015.09.021.
- Das A. Advances in Chia Seed Research. Adv. Biotechnol. Microbiol. 2018;5:5–7. doi: 10.19080/AIBM.2017.05.555662.
- Mohd Ali N., Yeap S.K., Ho W.Y., Beh B.K., Tan S.W., Tan S.G. The promising future of chia, Salvia hispanica L. J. Biomed. Biotechnol. 2012;2012:1–9. doi: 10.1155/2012/171956.
- de Falco B., Amato M., Lanzotti V. Chia seeds products: An overview. Phytochem. Rev. 2017;16:745–760. doi: 10.1007/s11101-017-9511-7.
- Gérard F. Chia seed CO2 extract: A revolutionary ingredient for food and cosmetics. Wellness Foods Eur. 2006;5:1–4.
- Knez Hrnčič M., Cör D., Knez Ž. Subcritical extraction of oil from black and white chia seeds with n-propane and comparison with conventional techniques. J. Supercrit. Fluids. 2018;140:182–187. doi: 10.1016/j.supflu.2018.06.017.
- Silva C., Garcia V.A.S., Zanette C.M. Chia (Salvia hispanica L.) oil extraction using different organic solvents: Oil yield, fatty acids profile and technological analysis of defatted meal. Int. Food Res. J. 2016;23:998–1004.
- Coorey R., Grant A., Jayasena V. Effects of Chia Flour Incorporation on the Nutritive Quality and Consumer Acceptance of Chips. J. Food Res. 2012;1:85. doi: 10.5539/jfr.v1n4p85.
- Ixtaina V.Y., Nolasco S.M., Tomás M.C. Physical properties of chia (Salvia hispanica L.) seeds. Ind. Crops Prod. 2008;28:286–293. doi: 10.1016/j.indcrop.2008.03.009.
- Reyes-Caudillo E., Tecante A., Valdivia-López M.A. Dietary fibre content and antioxidant activity of phenolic compounds present in Mexican chia (Salvia hispanica L.) seeds. Food Chem. 2008;107:656–663. doi: 10.1016/j.foodchem.2007.08.062.
- Ayerza R. Crop year effects on seed yields, growing cycle length, and chemical composition of chia (Salvia hispanica L) growing in Ecuador and Bolivia. Emir. J. Food Agric. 2016;28:196–200.
- Muñoz L.A., Cobos A., Diaz O., Aguilera J.M. Chia seeds: Microstructure, mucilage extraction and hydration. J. Food Eng. 2012;108:216–224. doi: 10.1016/j.jfoodeng.2011.06.037.
- de Falco B., Fiore A., Rossi R., Amato M., Lanzotti V. Metabolomics driven analysis by UAEGC-MS and antioxidant activity of chia (Salvia hispanica L.) commercial and mutant seeds. Food Chem. 2018;254:137–143. doi: 10.1016/j.foodchem.2018.01.189.
- Kulczyński B., Kobus-Cisowska J., Taczanowski M., Kmiecik D., Gramza-Michałowska A. The Chemical Composition and Nutritional Value of Chia Seeds-Current State of Knowledge. Nutrients. 2019;11:1242. doi: 10.3390/nu11061242.
- Ho H., Lee A.S., Jovanovski E., Jenkins A.L., DeSouza R., Vuksan V. Effect of whole and ground Salba seeds (Salvia Hispanica L.) on postprandial glycemia in healthy volunteers: A randomized controlled, dose-response trial. Eur. J. Clin. Nutr. 2013;67:786–788.

## Vanjske poveznice
- Salvia hispanica - L., Plants for a future